# Оэлен, Маркус
Маркус Оэлен (нем. Markus Oehlen; род. 1956) ― немецкий художник и музыкант.

## Биография
Маркус Оэлен окончил Дюссельдорфскую академию художеств, где его наставником был Альфонсо Гюппи. Оэлен ― один из главных участников немецкого художественного движения «Новые дикие» (Neue Wilde), расцвет которого пришёлся на 1980-е годы и которое отличалось использованием элементов панк-стиль в противовес распространённому в то время минимализму. Цель движения заключалась в том, чтобы отвергнуть приглушённую природу минимализма новым стилем живописи, который был бы основан на инстинкте и подчеркивал свою дикость, непосредственность, одержимость и чувственность.
Оэлен постоянно совершенствует технику своих картин, а также параллельно работает над скульптурами и музыкальными проектами. Его новые работы испытывают всё большее влияние со стороны перцептивных экспериментов оп-арта с их интерференцией печатных изображений, которые возникают в виде решетчатых узоров снизу и сверху слоёв изображения. Наряду с формами, ориентированными на компьютерную эстетику, это привносит в его образы элементы авангарда. Стиль художника можно интерпретировать как юмористическое и ироничное видение выразительной природы живописи и самого движения Новые дикие. Сложные, многослойные картины Маркуса Оэлена состоят из множества основных изображений, форм и искажённых живописных элементов, которые, взятые из их предыдущего контекста, приобретают новую функцию и значение. Переставляя отдельные композиционные элементы холста, Оэлен создает сюрреалистические натюрморты, играя с понятием случайности и предлагая причудливые нарративы.
В 1977 году он познакомился с Мартином Киппенбергером, с котором впоследствии плотно сотрудничал. Принял участие в групповой выставке Von hier aus — Zwei Monate neue deutsche Kunst в Дюссельдорфе в 1984 году. В 1993 году в Музее современного искусства в Нью-Йорке прошла выставка работ Оэлена и Георга Херольда под названием «Projects 39».
Оэлен был одним из членов-учредителей таких музыкальных групп, как Mittagspause, Fehlfarben, Летучий Klassenfeind, Vielleichtors и Van Oehlen. Также играл в группе Red Krayola. С 2002 года Маркус Оэлен является профессором Академии художеств в Мюнхене.
Брат художника Альберта Оэлена.

### Галереи
Работы Маркуса Оэлен в числе прочих представлены в Gerhardsen Gerner, Берлин/Осло; Galerie Bärbel Grässlin, Франкфурт на Майне; Galerie Hans Mayer, Дюссельдорф; Galería Juana de Aizpuru, Мадрид.